# The Sin Woman
The Sin Woman è un film muto del 1917 diretto da George W. Lederer che aveva come interpreti principali Irene Fenwick, Clifford Bruce, George Morgan, Reine Davies. Quest'ultima, sorella di Marion Davies, era la moglie del regista
La sceneggiatura prende spunto da una pièce francese di cui non si conosce con certezza il titolo.
Il film, prodotto dalla George Baker Film Corporation e distribuito dalla M.H. Hoffman Inc., uscì nelle sale nell'aprile del 1917.

## Trama
Prologo: cominciando da Eva e continuando con Maria Maddalena, l'antenata delle moderne donne fatali, alcuni episodi dove la femmina tentatrice porta l'uomo alla rovina.
Per sfuggire alla legge, Grace Penrose si rifugia in montagna, nel piccolo albergo di proprietà della madre di Dan Morgan, la sua ultima vittima. Grace è una rovina famiglie, affascinante e pericolosa: quando la sua slitta si ribalta e lei viene soccorsa da John Winthrop, un bravo giovane felicemente sposato, lei cerca subito di conquistarlo. Arrivata in albergo, Grace vi incontra Dan, che però non vuole rendere nota la sua relazione con l'avventuriera. In questo modo, Grace può continuare tranquillamente il suo piano di conquista nei riguardi di John Wintrhop che, alla fine, le cede e dichiara alla moglie che il loro matrimonio è finito. La signora Winthrop, disperata, si rivolge alla madre di Dan, la signora Morgan, per chiederle aiuto. Dan, finalmente, confessa di essere stato l'amante di Grace e produce come prova una fotografia firmata da lei,  con una dedica dove l'avventuriera gli professava amore eterno.
La foto provoca scandalo nella cittadina e la donna viene cacciata mentre John, pentito, torna dalla moglie.

## Produzione
Il film fu la prima produzione della George Baker Film Corporation e venne prodotto con la supervisione di George W. Lederer.

## Distribuzione
Il copyright del film, richiesto dalla George Backer Film Corp., fu registrato il 29 marzo 1917 con il numero LP10559.
Distribuito dalla M.H. Hoffman Inc., il film uscì nelle sale statunitensi nell'aprile 1917.
Non si conoscono copie ancora esistenti della pellicola che viene considerata presumibilmente perduta. Copia di un trailer girato per il mercato australiano si trova negli archivi del National Film and Sound Archive (un positivo in nitrato a 35 mm trovato nei primi anni venti) e in quelli dell'Academy Film Archive (copia rinvenuta nel 2009).